# David Perry (actor)
David Du Perry (c.Rambouillet, Yvelines; 26 de enero de 1970) es un actor y director francés de películas pornográficas.

## Biografía
Empezó su carrera en 1992, de la mano de Pierre Woodman, quien le dirigió en su primera escena "hard". Ahí se puso el apodo de gonzo, consistente en una sesión de fotos. Woodman le hará aparecer en muchas de sus mejores producciones, como "Pyramide" o, la más reconocida, Tatiana, donde encarna el personaje del Marqués de Nikanov.
Ha llegado a ser el actor mejor pagado del cine europeo para adultos. 
Está casado con la actriz Judith Grant, con quien tiene un hijo. Actualmente reside en Budapest, Hungría, capital europea del Porno.

## Filmografía (selección)
- "Citizen Shane" (1994)
- "El perfume de Mathilde" (1994)
- "Las noches de la presidenta" (1997)
- "Moi de même, Alexis !" (Tatiana 1)
- "À ton service, Gregory !" (Tatiana 1)
- "Mais non, ma pauvre idiote, tu es bien trop naïve! Allez je te donne encore un mois supplémentaire, sinon je reviendrai brûler le moulin !" (Tatiana 1)
- "Ce n'est pas de l'exploitation, c'est de la rentabilité" (Tatiana 3)
- "Hello hello baby !" (Journal d'une infirmière)
- "Cleopatra I, II y III" (de Pierre Woodman)
- "Los vicios de un millonario"
- "El ginecólogo" (2001)

Como Director
- "La Primera Orgía"